# Unkovice
Unkovice település Csehországban, a Brno-vidéki járásban. Unkovice Pohořelice, Nosislav, Žabčice és Hrušovany u Brna településekkel határos. Lakosainak száma 721 fő (2024. január 1.).

## Népesség
A település lakosságának változását az alábbi diagram mutatja:
| Lakosok száma | 479  | 574  | 610  | 530  | 641  | 635  | 734  | 748  | 743  | 721  |
|               | 1869 | 1890 | 1921 | 1950 | 1980 | 2001 | 2017 | 2019 | 2022 | 2024 |